# Basking Ridge (New Jersey)
Basking Ridge ist ein Census-designated place in Zentral-New Jersey. Basking Ridge liegt im Bernards Township und in den Somerset Hills im Somerset County. Basking Ridge liegt im ZIP Code Area 07920.

## Wirtschaft
Basking Ridge war lange Zeit Heimat der AT&T World Headquarters. Die Gebäude sind inzwischen die Zentrale von Verizon Wireless. Darüber hinaus liegt in Basking Ridge das Global Headquarters des Telekommunikationsunternehmens Avaya. 
Basking Ridge ist eine industriell wenig erschlossene gehobene "residential area".

## Schulen
Elementary Schools:
- Liberty Corner
- Oak Street
- Mount Prospect
- Cedar Hill

High Schools:
- Ridge High School
- William Annin Middle School

## Tourismus
- "The Big Oak Tree" im Stadtzentrum ist 600 Jahre alt. George Washington soll in den 1770s ein Picknick unter ihm gemacht haben.
- "Brick Academy"
- Historisches Zentrum von Liberty Corner
- Lord Sterling Park

## Söhne und Töchter der Stadt
- Isaac Southard (1783–1850), Politiker
- Samuel L. Southard (1787–1842), Politiker
- William L. Dayton (1807–1864), Politiker, Senatsmitglied
- Tobin Heath (* 1988), Fußballspielerin
- Samir Banerjee (* 2003), Tennisspieler